# San Ferdinando
San Ferdinando là một đô thị ở tỉnh Reggio Calabria trong vùng Calabria, Ý, có cự ly khoảng 80 km về phía tây nam của Catanzaro và khoảng 45 km về phía đông bắc của Reggio Calabria. Tại thời điểm ngày 31 tháng 12 năm 2004, đô thị này có dân số 4.487 người và diện tích là 14 km².
Đô thị San Ferdinando có các frazioni (các đơn vị cấp dưới, chủ yếu là các làng) Eranova and Villaggio Praia.
San Ferdinando giáp các đô thị: Gioia Tauro, Rosarno.